# Franciscaines alcantarines
Les Franciscaines alcantarines sont une congrégation religieuse féminine enseignante et hospitalière de droit pontifical.

## Histoire
Dès 1867, Don Vincent Gargiulo (1834-1895), vicaire de l'église du Saint-Esprit (it) de Castellammare di Stabia dans la province de Naples, crée des œuvres caritatives pour soutenir les plus pauvres. Il est aidé par Marie-Louise Russo (1830-1891), une tertiaire franciscaine, et par un groupe de jeunes de la paroisse.
Le 17 septembre 1870, six jeunes filles, sous la conduite de Marie-Louise, qui prend le nom religieux de sœur Marie-Agnès de l'Immaculée, décident de mener une vie commune au service des plus pauvres dans une maison située à proximité de la paroisse du Saint-Esprit. La congrégation est agrégée aux franciscains alcantarins le 14 septembre 1874 et reçoit l'approbation de François-Xavier Petagna (it), évêque de Castellammare di Stabia le 14 octobre suivant. Les douze premières sœurs prennent l'habit religieux le 17 octobre de la même année sous le nom de filles pauvres de Saint-Pierre d'Alcantara.
L'institut reçoit le décret de louange le 10 septembre 1894 et il est définitivement approuvé par le Saint-Siège le 14 janvier 1903. 
Une sœur de la congrégation, Élisabeth Jacobucci, (1858-1939) est reconnue vénérable le 14 mars 2024.

## Activités et diffusion
Les sœurs se consacrent à l'éducation des filles pauvres, en particulier des orphelines. Elles interviennent également au sein de centres d'écoute, de foyers familiaux et de centres de jour.
Elles sont présentes en:
- Europe : Italie, Espagne, Albanie.
- Amérique : Brésil, Nicaragua.
- Afrique : Tchad.

La maison-mère se trouve à Rome.
En 2017, la congrégation comptait 385 sœurs dans 49 maisons.